# Inga martinicensis
Inga martinicensis es una especie de plantas de familia de las leguminosas. Es endémica de la isla de Martinica.

## Descripción
Es un arbusto o árbol pequeño restringido a una pequeña zona de selva tropical entre 600 y 700 m de altitud.

## Taxonomía
Inga martinicensis fue descrita por Carl Borivoj Presl y publicado en Symbolae Botanicae, sive, Descriptiones et icones plantarum novarum aut minus cognitarum 1: 65, pl. 42. 1832.
Sinonimia
- Feuilleea martinicensis (C.Presl) Kuntze	[3]